# Ignacy Piotr VI Szahbaddin
Ignacy Piotr VI Szahbaddin (ur. 1631 w Edessie, zm. 4 marca 1702) – syryjski duchowny katolicki, Arcybiskup Jerozolimy w latach 1662-1678, w latach 1678-1702 2. patriarcha Antiochii.

## Życiorys
W 1662 został mianowany Arcybiskupem Jerozolimy. Funkcję tę pełnił do 2 kwietnia 1678. Wtedy został wybrany Patriarchą Antiochii. Zmarł w 1702 roku. 